# 포항제철고등학교
포항제철고등학교(浦項製鐵高等學校)는 대한민국 경상북도 포항시 남구 지곡동에 있는 자율형 사립 고등학교이다.

## 학교 연혁
- 1980년 11월 26일 : 포항제철고등학교 설립인가, 학생정원 및 81학년도 학급 승인 (학급당 정원 40명, 총 120명) (3학급 남 2학급, 여 1학급)
- 1981년 3월 1일 : 초대 이대호 교장 취임
- 1981년 3월 6일 : 개교 및 입학식
- 1982년 2월 25일 : 구교사로 이전
- 1984년 2월 9일 : 제1회 졸업식(남 75명, 여 38명 계 113명)
- 1986년 3월 26일 : 체조부 창단
- 1995년 2월 28일 : 신교사 준공 및 이전
- 2001년 10월 20일 : 자립형 사립고 시범학교 지정 승인
- 2010년 4월 23일 : 사립고등학교 지정 승인
- 2011년 6월 27일 : 전국 단위 모집 지정 승인(정원의 35%)
- 2012년 1월 31일 : 청암학사(기숙사) 준공
- 2013년 2월 22일 : 축구부, 야구부 창단
- 2017년 6월 28일 : 학칙 변경 인가(학급당 정원 31명 12학급 남 6학급, 여 6학급)
- 2018년 9월 28일 : 기억의 숲 및 명예의전당 준공
- 2022년 9월 1일 : 제11대 노정은 교장 취임
- 2023년 2월 8일 : 제40회 졸업식(남 160명, 여 186명 총 346명) 총 졸업생수 14,496명

## 참고 자료
- 포항제철고등학교 - 한국교육학술정보원 학교알리미